# アンディ・ランニング
アンディ・ランニング（Andy Lanning）はイギリスの漫画家。
ガーディアンズ・オブ・ギャラクシーの原作者の一人。

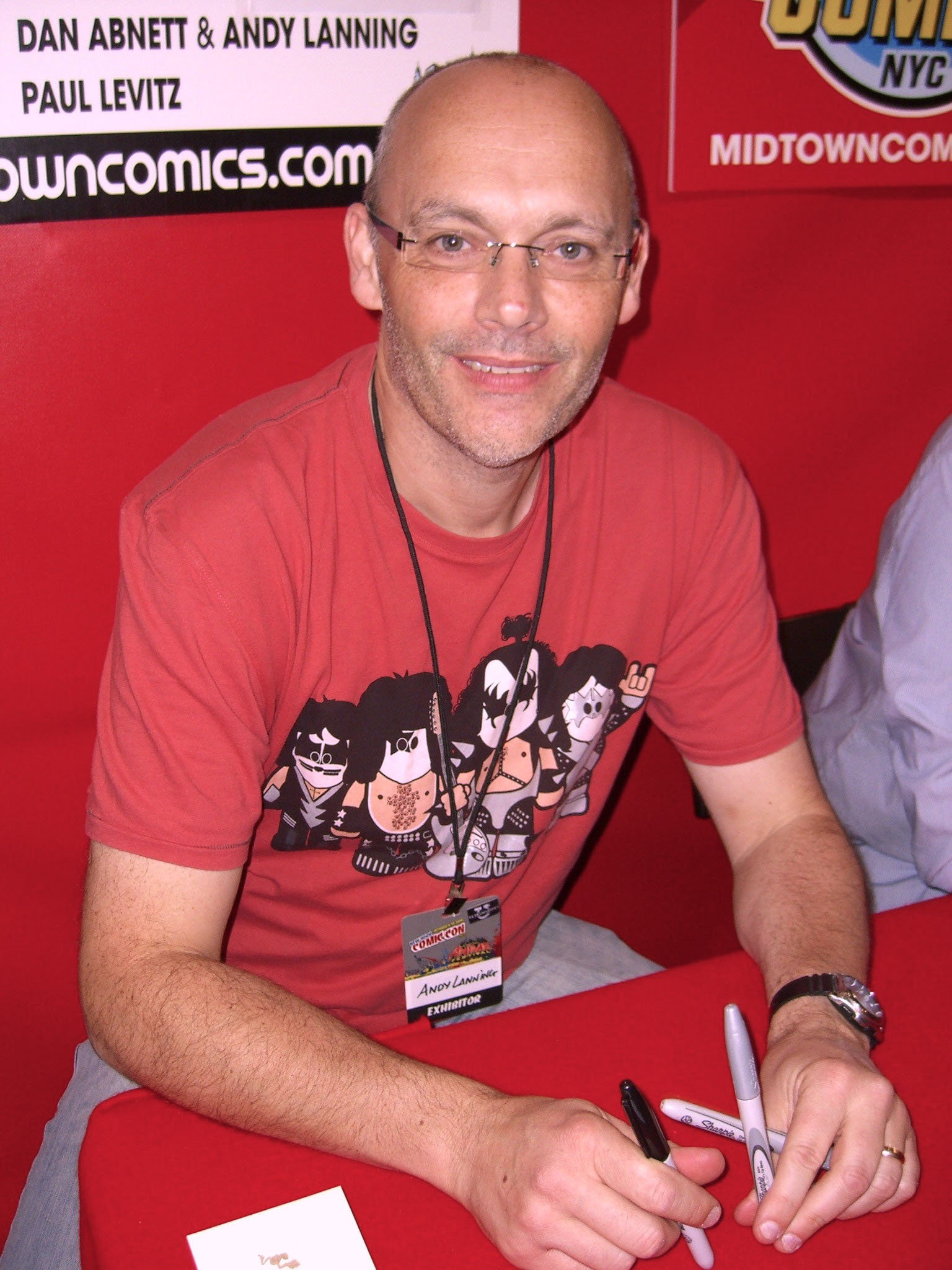
アンディ・ランニング

代表作にレギオン オブ スーパーヒーローズシリーズなど。